# ダルメンドラ
ダルメンドラ（Dharmendra、1935年12月8日 - ）は、インドの俳優。

## 主な参加作品
- 炎
- Emperor
- Rajput
- Mahavira
- Kshatriya
- Om Shanti Om